# Zoeklichtverschijnsel
Het zoeklichtverschijnsel is een optisch fenomeen dat 's nachts kan worden waargenomen met behulp van een krachtige zaklantaarn die een duidelijk zichtbare lichtstraal toont. Als de zaklantaarn naar de onbewolkte hemel gericht is lijkt de lichtstraal abrupt te stoppen, en, ondanks de vermindering van lichtkracht van de divergerende straal, de helderheid ervan lijkt toe te nemen. Tijdens dit experiment kunnen relatief gemakkelijk zichtbare sterren met behulp van het heldere eindpunt van de straal aangeduid worden.

## Gedeelte van de glorie
Gedurende het optreden van nachtelijke mist kan het eindpunt van de lichtstraal een extra verheldering vertonen, te danken aan het optisch verschijnsel glorie, waarbij van de spectrale kleuren in dit verschijnsel weinig of niets zal worden opgemerkt, te wijten aan de verminderde kleurgevoeligheid van de ogen gedurende nachtelijke omstandigheden. Ten gevolge van het Purkinje-effect zullen enkel de blauwe en blauwgroene componenten van de spectrale kleuren gezien kunnen worden, die door de verminderde kleurgevoeligheid sterk naar wit neigen. Het experiment om het nachtelijke kleurloze gedeelte van de glorie te zien te krijgen lukt het best als de bron van de lichtstraal (de zaklantaarn) relatief dicht bij de waarnemende ogen gehouden wordt.

## Gedeelten van de primaire en secundaire regenbogen
Gedurende nachtelijke regenachtige weersomstandigheden kunnen in een zoeklichtstraal plaatselijke verhelderingen worden opgemerkt. Deze verhelderingen zijn fragmenten van de primaire en secundaire regenbogen. Hoe verder de waarnemer zich van de bron van de zoeklichtstraal bevindt, hoe verder zich de verhelderingen in de straal zullen vertonen. Het is reeds mogelijk om de plaatselijke verheldering van de primaire regenboog te zien te krijgen in de straal van een witte fietslamp. Als de fietsende waarnemer zich voorover buigt ten opzichte van de fietslamp, en aldus dichter tot de fietslamp komt, zal ook de afstand van de plaatselijke verheldering tot de fietslamp kleiner worden. Dit experiment lukt het best tijdens motregen.

## Gedeelte van het haloverschijnsellichtzuil
Als een uiterst krachtige zoeklichtstraal op en doorheen nachtelijke Cirrus bestaande uit horizontaal zwevende hexagonale plaatvormige ijskristalletjes schijnt, zal er een plaatselijke verheldering merkbaar zijn, te danken aan het spiegelende effect van de horizontaal geplaatste vlakjes van de ijskristalletjes. Berichten inzake het zien van niet-geïdentificeerde nachtelijke vliegende objecten zijn meermaals aan zulke heldere fragmenten van haloverschijnselen toe te schrijven.